# Diabolic Video
Diabolic Video Productions — американская порностудия, находящаяся в Чатсворте, Калифорния. Компания изначально была дочерней студией Anabolic Video. Во время их партнерства студии были пионером гонзо-порнографии и считаются одними из самых успешных производителей гонзо.

## История
Изначально Anabolic и Diabolic в течение 10 лет располагались в Венеции, штат Калифорния. Diabolic был основан как отдельный лейбл в 1998 году Греггом Алланом и главой Anabolic Video Кристофером Александером. Алан ранее руководил отделом продаж двух компаний в течение 15 лет, начиная с 1992 года. 15 января 1998 года Diabolic Video выпустила первое видео.
В 2001 году Anabolic и Diabolic перенесли штаб-квартиры в Чатсворт. Уход Войера для создания Red Light District Video в 2002 году в конечном итоге привёл к массовому уходу в 2004-м, когда Эверхард, Стил и Майк Джон перешли в Red Light, а Джон До перешёл в Devil's Film, где режиссёры могли владеть собственными фильмами.
В мае 2007 года Anabolic и Diabolic объявили, что прекращают сотрудничество и будут действовать как отдельные компании. Diabolic будет управляться и принадлежать Греггу Алану, который оставил свой пост главы отдела продаж в Anabolic. Diabolic Video обновили свою DVD-упаковку с голограммой логотипа Diabolic, чтобы утвердиться в качестве отдельного бренда от Anabolic. Теперь они показывают новые видео, снятые в высоком разрешении, лучшие коллекции и Blu-ray. К 2007 году компания выпустила более 280 фильмов.
В апреле 2008 года Diabolic выпустила свой первый фильм Blu-ray, Top Shelf, в главных ролях: Эми Рид, Кортни Каммз, Дженна Хейз, Сара Ванделла, Брианна Лав, Одри Битони и Шона Ленэй. Он начал снимать в высоком разрешении несколькими годами ранее.

## Режиссёры
Изначально Anabolic и Diabolic использовали режиссёров совместно, но с разделением соглашение закончилось. Сид Нокс (Sid Knox) является как бывшим, так и нынешним режиссёром Diabolic. В 2007 году Мелисса Лорен стала первой женщиной-режиссёром студии и сняла выпуск сериала Unnatural Sex. В том же году Рикки Ди ушёл из Diabolic, чтобы подписать многолетний эксклюзивный контракт с Anabolic. Он снял несколько сериалов для Diabolic, в том числе Incumming, 2 on 1, Ass For Days и Hot Sauce.

## Дистрибьюторские сделки
В июне 2006 года gamelink.com добавил полный обратный каталог Diabolic в свою библиотеку видео по запросу. В том же месяце он сделал свой контент доступным на аналогичном сервисе AEBN (Adult Entertainment Broadcast Network).
В марте 2007 года SugarVOD начал добавлять полную библиотеку Diabolic к своему сервису видео по запросу.
В июле 2007 года студия подписала эксклюзивное соглашение с Hustler TV о распространении по всему миру цифровой библиотеки Diabolic с помощью сервисов Hustler pay per view и «видео по запросу».

## Проверка записей
Diabolic стал целью первой в истории проверки документации, утвержденной Законом о защите прав детей и непристойном поведении.
В 2006 году агенты ФБР посетили офис Diabolic, чтобы проверить записи 23 фильмов и их исполнителей. Производители сексуального контента обязаны хранить специфические записи в соответствии с 18 U.S.C. §2257. Это была первая инспекция с тех пор, как в 1988 году вступили в силу правила, требующие регистрации. Следователям не требовался ордер на обыск. Diabolic прошёл проверку.

## Награды
- 2001: AVN Awards — лучший этнический релиз — Panochitas 5[15]